# Calligraphie japonaise
Pour l’article homonyme, voir Calligraphie japonaise (film).

Caractères en kanji pour shodō (書 道)

La calligraphie japonaise (書道, shodō), appelée aussi  習字 (shūji) est une forme de calligraphie, ou d'écriture artistique du Japonais. Durant longtemps, le calligraphe le plus renommé au Japon était Wang Xizhi, un calligraphe chinois du IVe siècle. Cependant, après l'invention des hiraganas et des katakanas, les syllabaires typiquement japonais, une forme particulière d'écritures du japonais s'est développé et les calligraphes ont produit un style propre. Le mot shodō (書道, « Voie de l'écriture ») a une origine chinoise et est couramment utilisé pour décrire l'art de la calligraphie chinoise durant la dynastie des Tang.

## Styles
La calligraphie japonaise primitive est issue de la calligraphie chinoise . Beaucoup de ses principes et techniques sont très similaires et elle utilise les mêmes styles d'écriture de base :
- le style sigillaire, ou style des sceaux (篆書 tensho) (pinyin : zhuànshū), couramment utilisé tout au long de la dynastie Zhou (1046-256 avant J.-C.) et de la dynastie Qin suivante (221-206 avant J.-C.) en Chine. Après cette période, ce style est tombé en désuétude au profit du reishi. Cependant, le tensho était encore utilisé pour les titres d'ouvrages publiés ou des inscriptions. Le style clair et audacieux du tensho convenait aux titres et cette tradition d'utilisation du tensho uniquement pour les titres est toujours d'actualité. Au moment où les caractères chinois et la calligraphie se sont répandus au Japon, le tensho n'était déjà utilisé que pour les titres et, par conséquent, n'était jamais couramment utilisé au Japon. En 57 après J.-C., l'empereur chinois Guang Wu a présenté un sceau d'or à un roi d'une petite région près de ce qui est maintenant connu sous le nom de préfecture de Fukuoka. Bien que ce sceau n'ait pas été fabriqué au Japon, on pense qu'il s'agit du premier cas de tensho au Japon. La première œuvre au Japon qui a réellement utilisé tensho a été réalisée pendant la période Nara (646-794). C'était un paravent de six panneaux appelé Torige Tensho Byobu. Chaque panneau est divisé en deux colonnes et chaque colonne a huit caractères. Le paravent parle à un dirigeant et lui recommande d'utiliser les conseils de sages ministres afin de régner avec justice[2].
- l’écriture cléricale (隷書 reisho) (pinyin : lìshū), style très audacieux et imposant de la calligraphie chinoise dont chacun des traits est grandement exagéré au début et à la fin. Il était le plus couramment utilisé pendant la dynastie des Han (206 avant J.-C. — 220 après J.-C.) et le terme reisho avait de nombreuses significations importantes, mais il n'est maintenant connu uniquement comme l'un des cinq styles de calligraphie chinoise et japonaise. En raison de son style audacieux, la technique reisho est désormais réservée aux applications de texte volumineux tels que plaques, enseignes, titres d'œuvres, etc. C'était aussi son utilisation principale au Japon jusqu'à la période Edo (1603-1868) où il était considéré comme une forme d'art calligraphique[3].
- l’écriture régulière (楷書 kaisho) (pinyin : kǎishū), dont la fonction est assez similaire à celle des majuscules romaines. Bien que le kaisho japonais diffère légèrement du kaisho chinois, il est principalement basé sur l'écriture chinoise kaisho à la fois dans sa forme et dans sa fonction. Le style japonais kaisho a été fortement influencé par la dynastie Sui (581-618) et la dynastie Tang suivante (618-907). Les premiers exemples de ce style au Japon sont pour la plupart des inscriptions de statues et de temples. C'était au début de la période Heian (794-1185) durant laquelle il y avait un mouvement d'indépendance culturelle vis-à-vis de la Chine et une version du kaisho typiquement japonaise s'est développée en incluant un peu du style gyosho. Au fur et à mesure que son influence se répandait, la technique du kaisho fut principalement utilisée pour copier le Sutra du Lotus. Il y a eu une deuxième vague d'influence pendant les périodes Kamakura (1192-1333) et Muromachi (1338-1573), principalement à travers des moines zen qui ont utilisé une technique basée propre au zen, qui est différente de la technique classique du kaisho.
- l’écriture semi-cursive (行書 gyōsho) (pinyin : xíngshū) qui comme son nom l’indique est une version légèrement plus cursive de l'écriture kaisho. Cette écriture a été pratiquée en même temps que l'écriture reisho. Il existe trois niveaux différents de "cursivité" appelés seigyō, gyō et gyōsō. Le style de gyōsho utilise une technique plus douce et plus arrondie, en évitant les angles vifs. Au Japon, de nombreuses œuvres ont été réalisées en utilisant la technique du gyosho au début de la période Heian. Plus tard, dans la période Heian, une fois que le Japon a commencé à se séparer de la Chine, une version japonaise appelée wayo a commencé à émerger. La version japonaise du gyōsho est devenue très populaire et est devenue la base de nombreuses écoles de calligraphie. Ceci s'est produit car le gyosho s'harmonisait très bien avec les kanji et les hiragana et l'écriture avec cette technique était à la fois naturelle et fluide.
- l’écriture cursive (草書 sōsho) (pinyin : cǎoshū), dont les origines remontent à la dynastie des Han. Il était utilisé par les scribes comme une version cursive de reisho pour prendre des notes. Les premiers exemples de sosho comprennent des inscriptions sur du bambou ou des baguettes de bois. Cette technique peut être facilement reconnue par de nombreux traits se terminant par un balayage vers le haut à droite dans une forme de type vague déferlante. À la fin de la dynastie Han, une autre version de sōsho a été développée, mais cette version était écrite lentement par opposition au sosho plus rapide qui était populaire jusque-là. La date exacte à laquelle le sōsho a été introduit n'est pas claire. Plusieurs textes du Japon ont en commun avec des textes chinois de cette époque de nombreuses techniques de type sosho. Cependant cela n'est observé qu'après que Kukai, un célèbre moine et érudit bouddhiste japonais se soit rendu en Chine au début de la période Heian et ait rapporté des copies de textes qu'il avait écrit dans le style sōsho.

## Outils

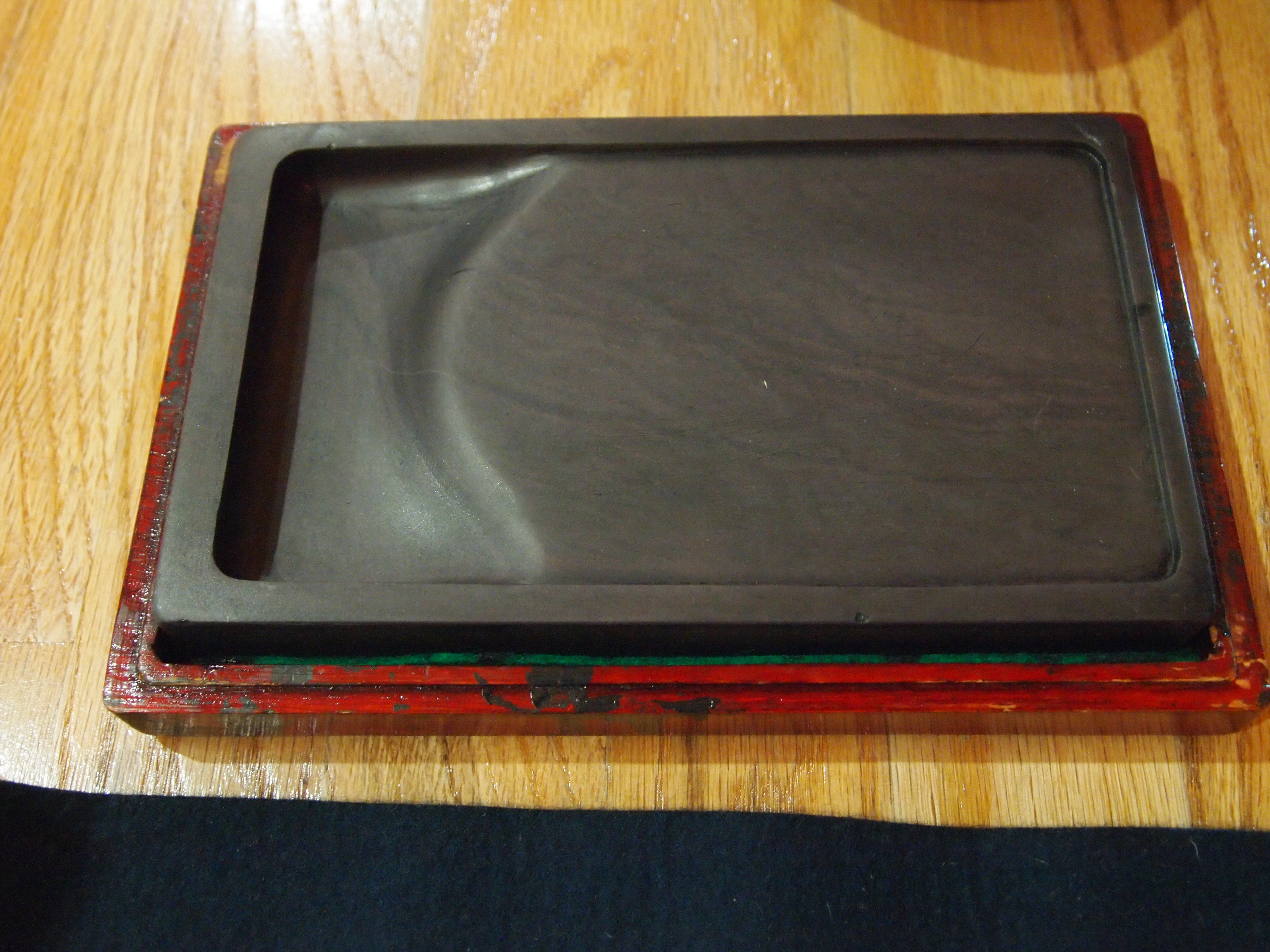
Une pierre à encre traditionnelle avec laquelle on broye l'encre avec de l'eau.

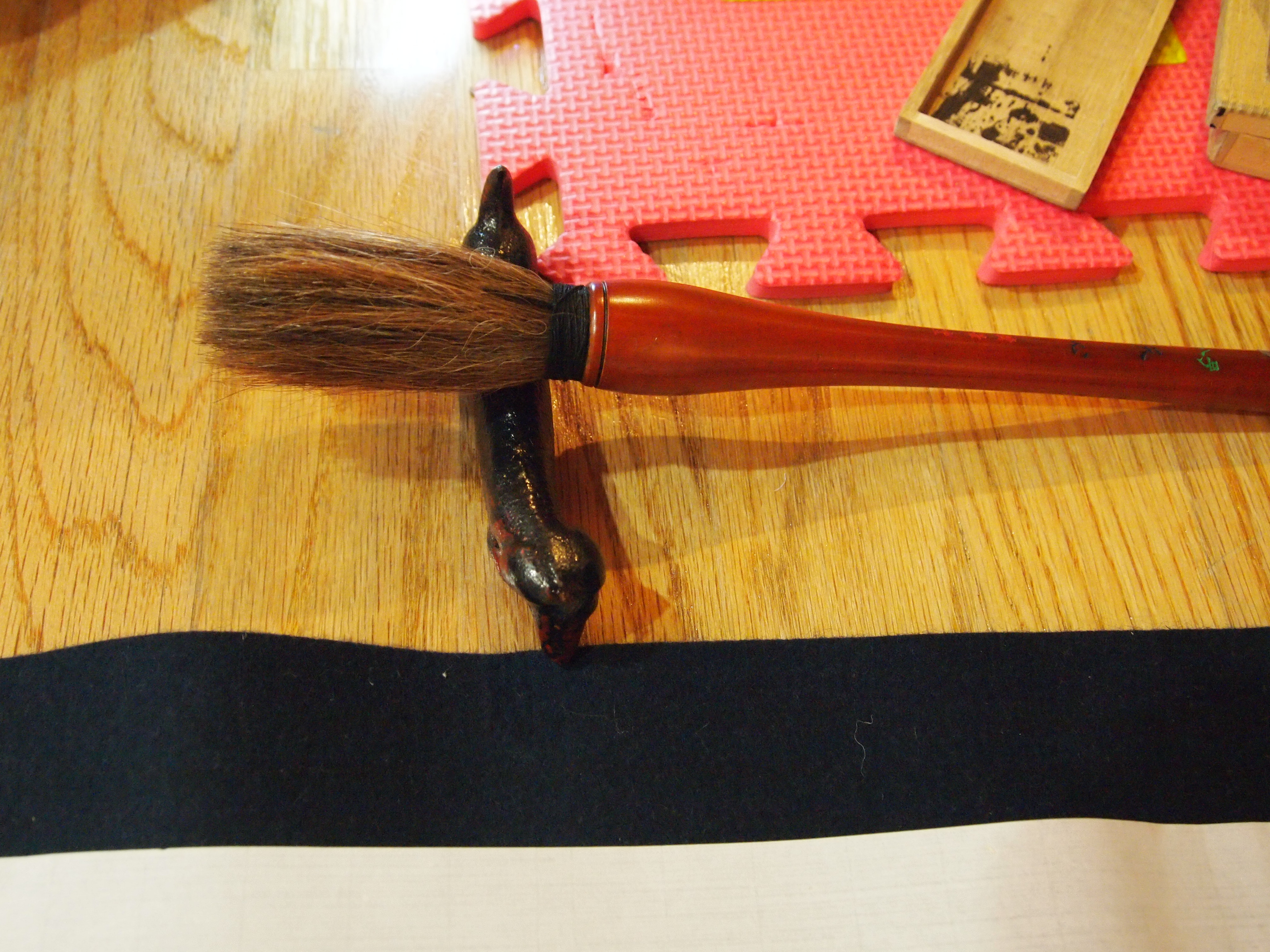
Un pinceau typique utilisé pour la calligraphie.

Un certain nombre d'outils sont utilisés pour créer une œuvre de calligraphie moderne.
- Les quatre outils les plus élémentaires ont été collectivement appelés les Quatre Trésors du lettré (文房四宝, bunbō shihō)
  - Un pinceau (筆, fude)
  - Un bâton d'encre (墨, sumi). Le mélange durci de suie végétale ou de pin et de colle est façonné en forme de bâton. Les meilleurs bâtons d'encre ont entre 50 et 100 ans.
  - Papier de mûrier (和紙, washi)
  - Une pierre à encre (硯, suzuri) avec laquelle on broye l'encre, mélangée à de l'eau.
- Les autres outils incluent:
  - Un presse papier  (文鎮, bunchin)  pour maintenir le papier en place
  - Un tissu (下敷き, shitajiki)  à placer sous le papier (souvent du papier journal est également utilisé) pour empêcher l'encre de s'échapper.
  - Un sceau (印, in)[4]. L'art de graver un sceau s'appelle «tenkoku» 篆刻. L'élève est encouragé à graver son propre sceau. La position du ou des sceaux est basée sur des préférences esthétiques. On n'a pas le droit de mettre un sceau sur la calligraphie d'un sutra.

## Histoire

### Racines chinoises

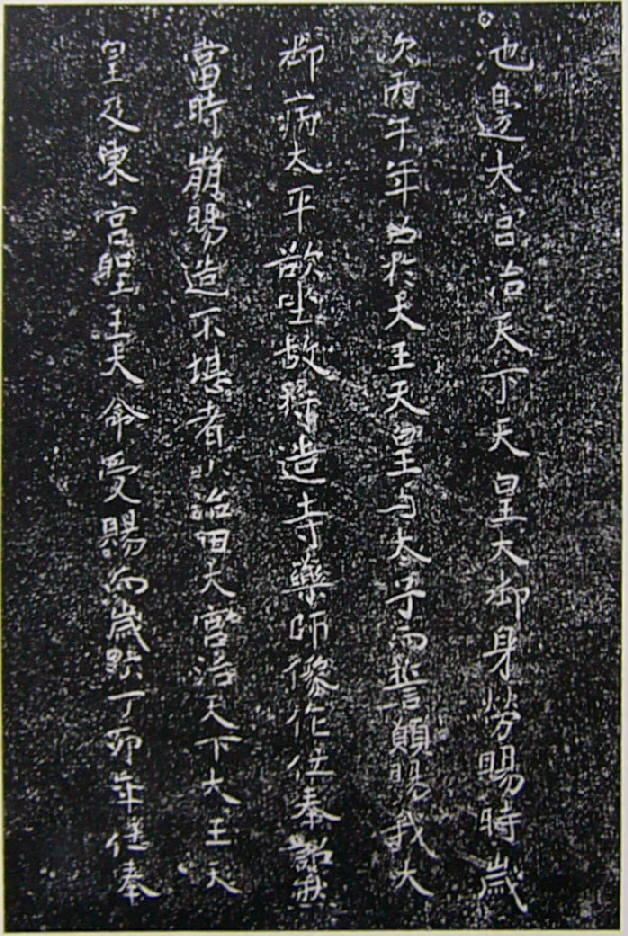
Inscription sur le halo de la statue du Bouddha de médecine, temple Hōryū-ji
Écrit au VIIe siècle.

Les racines chinoises de la calligraphie japonaise remontent au XIIIe siècle av. J.-C. À la fin de la dynastie Shang, une époque où les pictogrammes étaient inscrits sur des os à des fins religieuses. Lorsque cette écriture est devenue un instrument d'administration de l'État, le besoin d'une écriture uniforme s'est fait sentir et Li Si, premier ministre de la dynastie chinoise de Qin, a standardisé  l'écriture et la manière de l'écrire. Il a choisi une forme d'écriture basée sur des carrés de taille uniforme dans lesquels tous les caractères pouvaient être écrits à partir de huit traits. Il a également conçu des règles de composition où les traits horizontaux sont écrits en premier et les caractères sont composés de haut en bas, de gauche à droite. Parce que les symboles étaient inscrits avec des instruments tranchants, les lignes étaient à l'origine anguleuses et à bien des égards, les réalisations de Li Si ont été rendues obsolètes par l'apparition du pinceau et de l'encre (voir la calligraphie chinoise ). Le pinceau imbibé d'encre crée une ligne assez différente d'un stylet pointu. Il permet des variations d'épaisseur et de lignes courbes. La calligraphie a conservé la forme de bloc de Li Si et ses huit traits, mais l'écrivain était libre de créer des caractères qui mettaient l'accent sur un équilibre et une forme esthétiquement agréables. La façon dont un caractère était écrit donnait un message sur le style de l'auteur.
La calligraphie dans la tradition chinoise a ainsi été introduite au Japon vers 600 après J.-C. Connue sous le nom de  tradition karayō (唐様), elle a été pratiquée jusqu'à aujourd'hui, renouvelée en permanence au contact de la culture chinoise.
Le plus ancien texte calligraphique existant au Japon est l'inscription sur le halo de la statue du Bouddha de médecine dans le temple Hōryū-ji. Ce texte chinois a été écrit dans le style Shakyōtai (写経体), un style important dans la période des Six Dynasties.

### Avant la période Nara

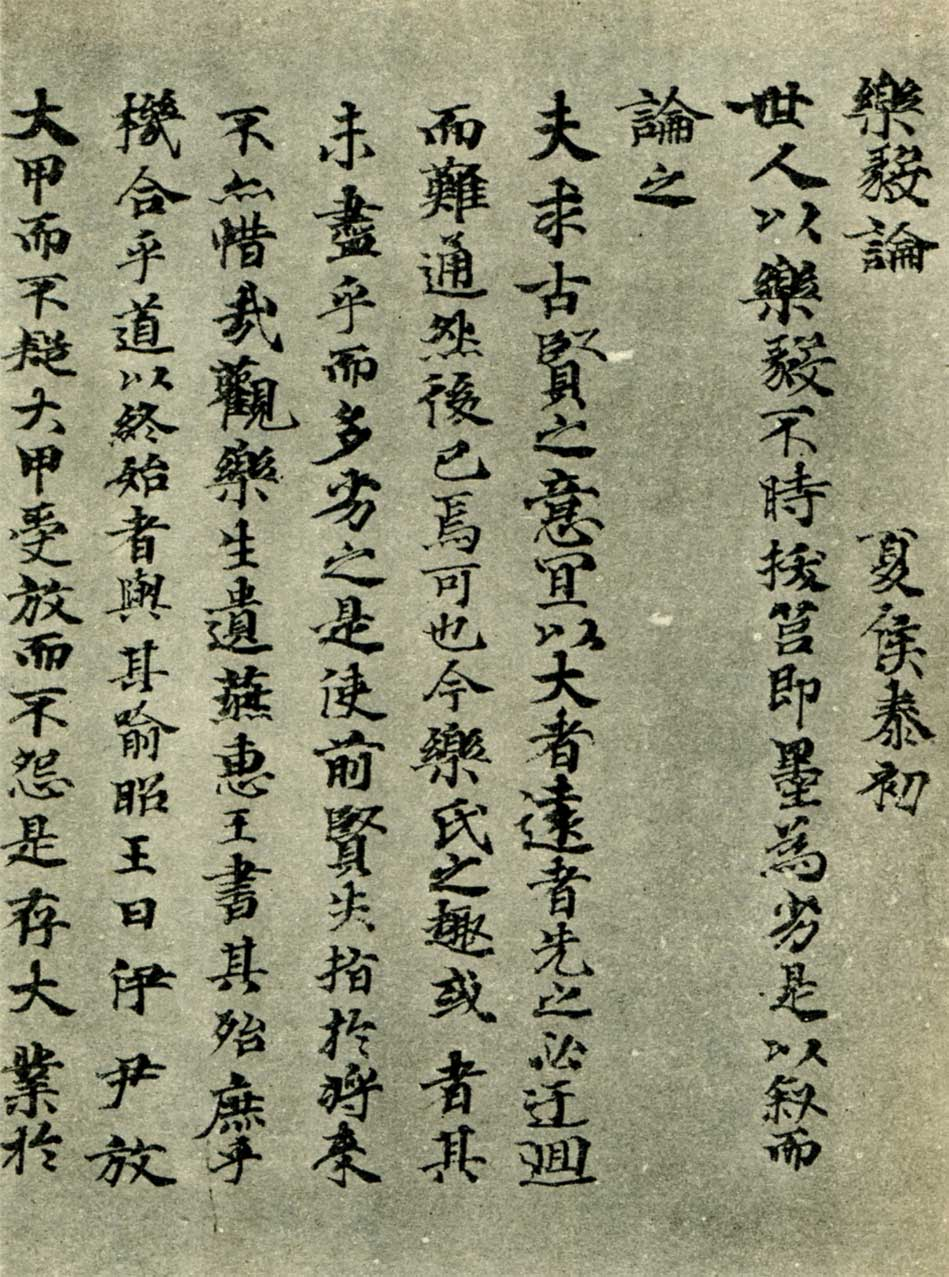
Gakki-ron, écrit par l’impératrice Kōmyō en 744. Elle a copié ce texte du calligraphe chinois Wang Xizhi et il est aujourd'hui considéré comme l'une des copies les plus importantes de la calligraphie de Wang Xizhi. (voir aussi: Fichier: Gakkiron 2.jpg)

Le temple Hōryū-ji contient également des notes bibliographiques sur le Sutra du Lotus : le Hokke Gisho  été écrit au début du VIIe siècle et est considéré comme le plus ancien texte japonais. Il est écrit en écriture cursive et illustre que la calligraphie de la période Asuka était déjà extrêmement raffinée.
Le plus ancien sutra copié à la main au Japon est le Kongō Jōdaranikyō. Copié par le prêtre Hōrin en 686 après J.-C., le style de la calligraphie montre des influences du travail d' Ouyang Xun.
«La pierre brisée du pont de Uji» (宇治橋断碑, ujibashi danpi)  (milieu du VIIe siècle) et la Pierre du pays de Nasu (那須国造碑, nasu kokuzō hi) sont aussi des exemples typiques de cette époque. Ces deux inscriptions ont été influencées par le style robiste des dynasties du Nord.
Au VIIe siècle, la dynastie Tang règne en Chine. Leur deuxième empereur Taizong tenait en haute estime les textes calligraphiques de Wang Xizhi et cette popularité a influencé les calligraphes japonais. Tous les textes originaux écrits par Wang Xizhi ont été perdus, et des copies telles que Gakki-ron (楽毅論) écrits par l'impératrice Kōmyō sont considérés comme des sources importantes du style de Wang Xizhi. Cependant, l'influence de Wang ne peut être niée, en particulier pour le wayō (和様) style unique au Japon: "Même aujourd'hui, il y a quelque chose dans la calligraphie japonaise qui conserve la saveur inchangée du style de Wang Xizhi".

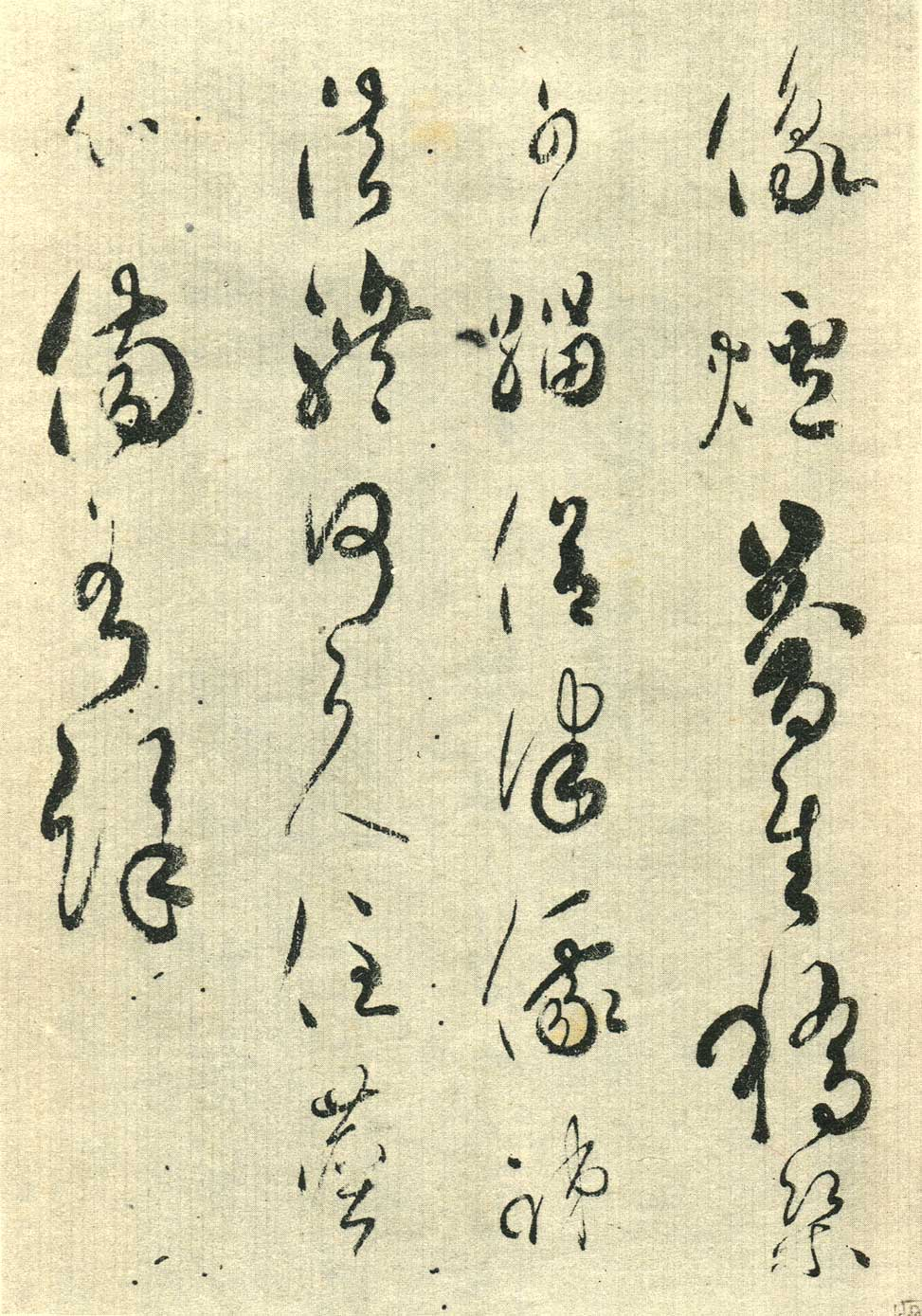
Pleurez pour le noble Saichō (哭 最澄 上人), qui a été écrit par l' empereur Saga pour la mort de Saichō. Saga était un spécialiste des classiques chinois. Il était également reconnu comme un calligraphe habile.

L'empereur Kanmu a déplacé la capitale de Heijō-kyō à Nara, d'abord à Nagaoka-kyō en 784, puis à Heian-kyō, Kyoto en 794. Cela marque le début de l' ère Heian, « l'âge d'or » du Japon. Les influences chinoises dans la calligraphie n'ont pas changé depuis le début de la période. Par exemple, sous le règne de l'empereur Saga, la royauté, l'aristocratie et même les dames de la cour étudiaient la calligraphie en copiant des textes de poésie chinoise dans un style artistique.
Les influences de Wang Xizhi sont restées dominantes, ce que l'on note dans les calligraphies écrites par Kūkai ou Saichō. Certains autres calligraphes chinois, tels que Ouyang Xun et Yan Zhenqing, étaient également très appréciés. Leurs admirateurs les plus notables étaient respectivement l’empereur Saga et Tachibana no Hayanari.
Dans le même temps, un style de calligraphie unique au Japon a émergé. L'écriture a été popularisée et le syllabaire kana a été conçu pour traiter des éléments de prononciation qui ne pouvaient pas être écrits avec les caractères chinois empruntés. Les calligraphes japonais plaçaient toujours les caractères de base, appelés kanji (漢字) , dans les carrés créés des siècles auparavant. Un fragment, Kara-ai no hana no utagire (韓 藍 花 歌 切, 749 après J.-C.) est considéré comme le premier texte à montrer un style propre à la calligraphie japonaise; il montre un Tanka (短歌) poème utilisant le Man'yōgana, s'écartant ainsi de la calligraphie chinoise contemporaine. Ono no Michikaze (894-966 après J.-C.), l'un des sanseki (三跡, "Trois Traits de Pinceau"), avec Fujiwara no Sukemasa et Fujiwara no Yukinari, est considéré comme le fondateur du style wayō (和様), ou wayō-shodō (和様書道) . Ce développement a résonné avec les préoccupations de la cour: Kūkai aurait dit à l’empereur Saga, "La Chine est un grand pays et le Japon est relativement petit, donc je suggère d'écrire d'une manière différente." Le « Pleurs pour le noble  Saichō » (哭最澄上人, koku Saichō shounin), un poème écrit par l’empereur Saga à l'occasion de la mort de Saichō, est l'un des exemples d'une telle transformation. Ono no Michikaze a servi d'archétype pour l' école Shōren-in, qui est devenue plus tard le style de calligraphie Oie. Le style Oie a ensuite été utilisé pour les documents officiels de la période Edo et était le style dominant enseigné dans les écoles terakoya (寺子屋) de cette époque.

### Périodes Kamakura et Muromachi

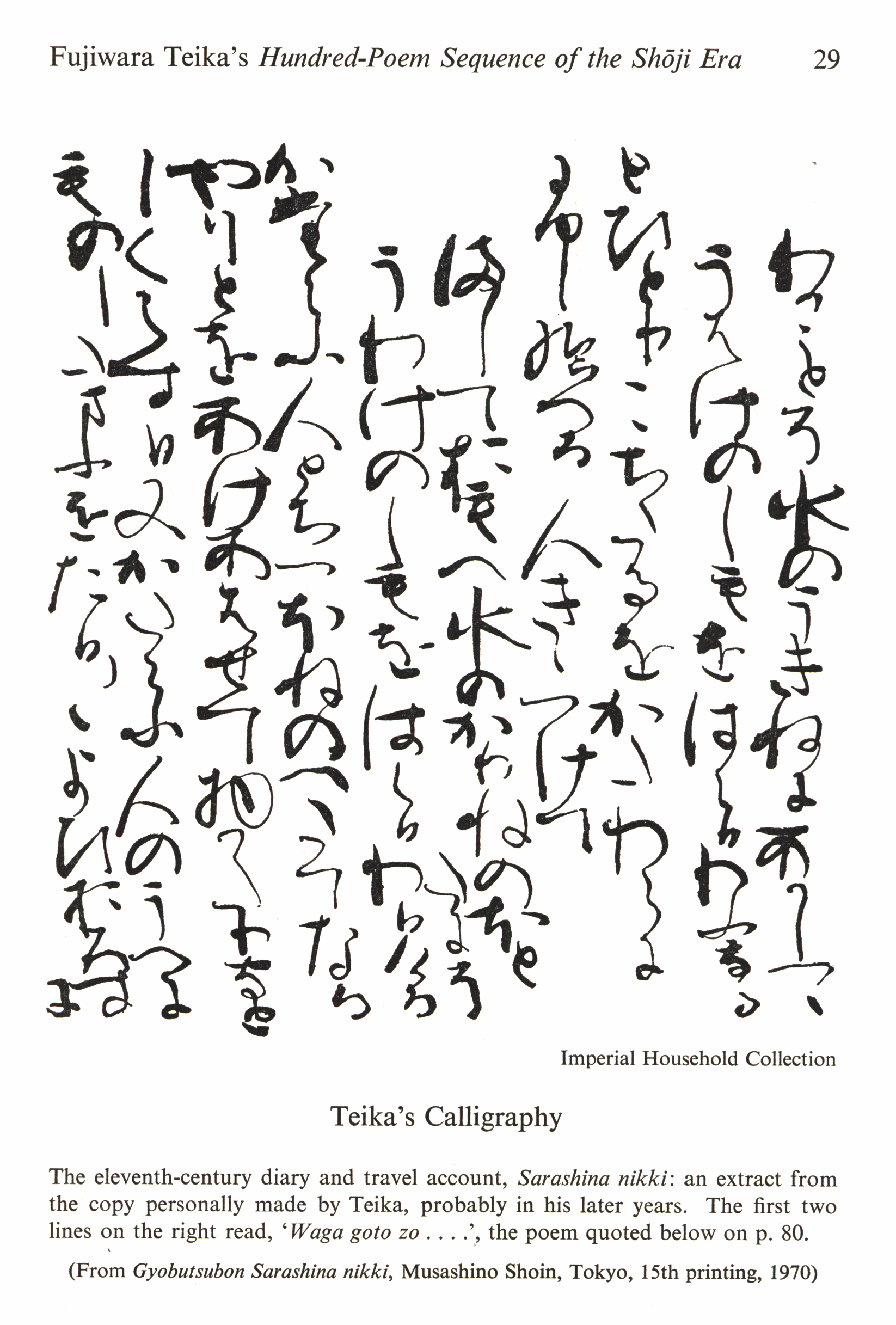
Une page de calligraphie d'une œuvre appelée Sarashina nikki (un carnet de voyage de Sugawara no Takasue no musume que Fujiwara no Teika a copié dans ses dernières années.

L'ascension de Minamoto no Yoritomo au titre de shōgun, à la suite des rébellions de Hōgen et Heiji, et la victoire du clan Minamoto sur les Taira, marquèrent le début de la période Kamakura (1185–1333 après J.C) et le retour à la paix et à la tranquillité. Cette époque est parfois appelée «l'âge des guerriers» et fut un passage des influences de la cour à un rôle de premier plan pour les dirigeants militaires, ce qui a imprégné la culture. C'est aussi, cependant, une époque où les échanges avec la Chine de la dynastie Song se poursuivent et le bouddhisme s'épanouit grandement. Les moines zen, tels que Shunjo, ont étudié en Chine et les cahiers qu'il a apportés avec lui sont considérés comme très influents pour la tradition karayō (唐様)  de l'époque, exprimant un style kaisho manifeste. Mais ce n'était pas le seul exemple, en effet une succession de moines chinois ont été naturalisés à cette époque, encouragés par le régent Hōjō Tokiyori. Rankei Doryū a fondé le temple Kenchō-ji à Kamakura et nombre de ses œuvres ont été préservées. Cependant, avec l'essor de l' école Rinzai du bouddhisme zen, un style moins technique est apparu, représentatif des attitudes zen et illustré dans les œuvres de Musō Soseki qui a écrit dans un style sosho raffiné ; ou Shūhō Myōcho (1282–1337; mieux connu sous le nom de Daito Kokushi), le fondateur de Daitoku-ji à Kyoto, qui n'avait pas voyagé en Chine pour étudier. En ce qui concerne le style wayō (和様), les œuvres de Fujiwara no Shunzei et Fujiwara no Teika sont considérées comme des exemples exceptionnels de la fin de Heian et du début de Kamakura.
Les troubles politiques et militaires se sont poursuivis tout au long de la période Muromachi (1336-1537 après J.-C.), caractérisés par des tensions entre les autorités impériales et civiles et des périodes de guerre civile pure et simple. Cependant, comme Ashikaga Takauji avait évincé l' empereur Go-Daigo de Kyoto pour y établir son propre bakufu, le mélange des membres réstants de la cour impériale, de courtisans, de daimyōs, de samouraïs et de prêtres zen a donné lieu à des impulsions culturelles importantes. Les arts ont prospéré, mais ne sont pas considérés comme aussi raffinés que ceux des temps anciens. Il convient de noter le rôle d' Ikkyū Sōjun, un successeur de Shūhō Myōcho à Daitoku-ji ; Ikkyū a contribué à considérer la calligraphie comme une partie intégrante de la cérémonie du thé au XVe siècle.

### Période Edo

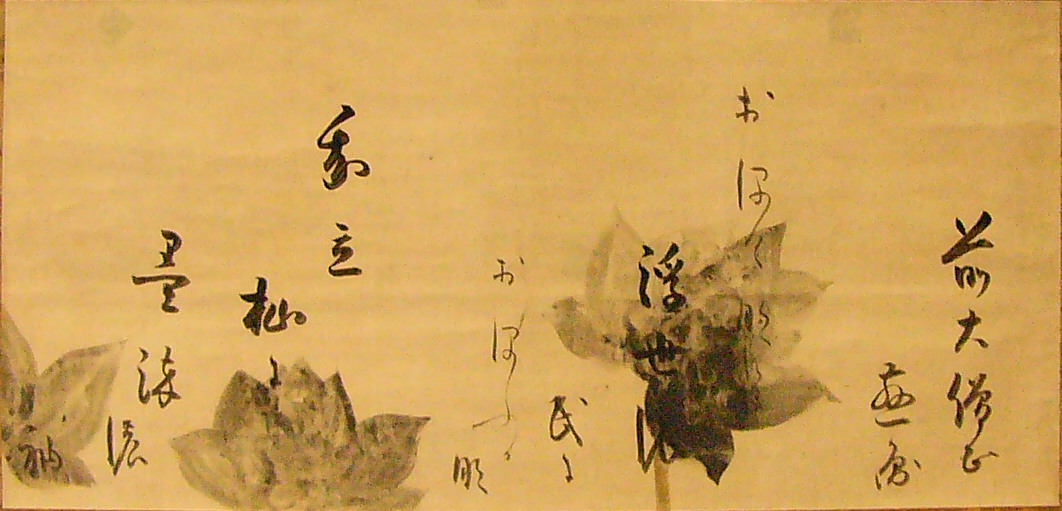
Un fragment de "l'anthologie des 100 poètes"; calligraphie par Hon'ami Kōetsu.

Tokugawa Ieyasu centralisa le pouvoir dans son shogunat entre 1603 et 1615. Cela a marqué le début de la période Edo, qui a apporté 250 ans de stabilité relative au Japon, jusqu'à la seconde moitié du XIXe siècle. La période a été marquée par l'isolement vis à vis des influences étrangères avec la politique de Sakoku (鎖国, «pays fermé»). Les études calligraphiques se limitaient essentiellement à l'étude d'œuvres de style du karayō (唐様), via la Chine de la dynastie Ming. Les développements autochtones ont été apportés par Ingen, l'école Ōbaku du bouddhisme zen et l'école de calligraphie Daishi. Ce dernier s'est concentré sur l'étude des «8 principes du caractère yong» (永字八法, eiji happō), qui remontent à Wang Xizhi[réf. nécessaire], et les 72 types de hissei ("énergie de coup de pinceau") exposés par le professeur de Wang Xizhi , le Lady Wei . La réimpression en 1664 d'un cahier basé sur ces principes à Kyoto a contribué à un développement théorique important. Des calligraphes tels que Hosoi Kotaku, auteur du Kanga Hyakudan en cinq volumes en 1735, ont fait progresser le style karayō (唐様). Une innovation de Hon'ami Kōetsu (1558–1637), qui fit fabriquer du papier sur commande et peignit en toile de fond des motifs décoratifs, des papillons ou des éléments floraux avec lesquels sa calligraphie établissait une correspondance poétique, était très caractéristique du début de la période Edo. Avec Konoe Nobutada (1565–1614) et Shōkadō Shōjō (1584–1639) - les trois Kan'ei Sanpitsu (寛永三筆) - il est considéré comme l'un des plus grands calligraphes du style wayō (和様) à l'époque, créant des exemples d'une "calligraphie uniquement japonaise".
Vers 1736, Yoshimune commença à assouplir la politique d'isolement du Japon et les importations culturelles chinoises augmentèrent, notamment via le port de Nagasaki. Les catalogues de cahiers importés témoignent d'une forte estime des calligraphes chinois parmi les lettrés japonais qui ont poursuivi le style karayō : les "traditionalistes" ont étudié Wang Xizhi et Wen Zhengming, tandis que les "réformistes" ont modelé leur travail sur le style sōsho de calligraphes tels que Zhang Xu, Huaisu et Mi Fu. En termes de wayō, Konoe Iehiro a contribué à de nombreuses œuvres de kana, mais de manière générale, le style wayō n'était pas aussi vigoureusement pratiqué que le karayō à cette époque. Néanmoins, quelques exemples ont été conservés par des érudits de kokugaku (國學, National studies) , ou des poètes et des peintres tels que Kaga no Chiyo, Yosa Buson ou Sakai Hōitsu.

### Époque contemporaine
Dans le Japon contemporain, le shodo est une étude courante pour les élèves du primaire et du premier cycle du secondaire, en particulier juste après le Nouvel An, pour la première calligraphie de l'année (Kakizome). De nombreux parents croient qu'il sera bénéfique de permettre à leurs enfants de se concentrer et de rester assis tout en pratiquant la calligraphie. Au lycée, la calligraphie est un des choix possibles parmi les matières artistiques, avec la musique ou la peinture. C'est aussi une activité populaire des clubs de lycée, en particulier avec l'avènement de la calligraphie de performance. Certaines universités, telles que l' Université de Tsukuba, l'Université Gakugei de Tokyo et l' Université d'éducation de Fukuoka, ont des départements spéciaux d'étude de la calligraphie qui mettent l'accent sur les programmes de formation des enseignants en calligraphie.
Depuis 1952, un collectif d'artistes contemporains, Bokujinkai, essaie de se démarquer de la calligraphie académique et de se tourner davantage vers l'international.

## Lien avec le bouddhisme zen

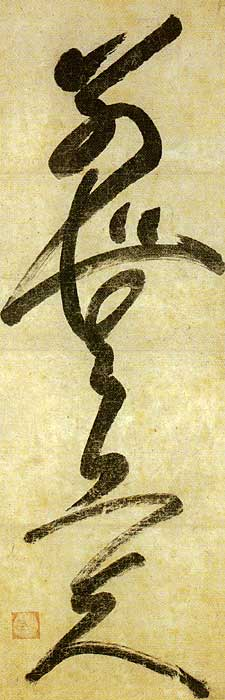
Calligraphie de Musō Soseki (1275–1351, maître zen japonais, poète et calligraphe. Les caractères «別無 工夫» («aucune signification spirituelle») sont écrits dans un style sōsho fluide et connecté.

La calligraphie japonaise a été influencée par et a influencé la pensée zen. Pour un morceau de papier donné, le calligraphe n'a qu'une seule occasion pour tracer avec le pinceau. Les coups de pinceau ne peuvent pas être corrigés, et même un manque de confiance est aussitôt visible dans le travail. Le calligraphe doit se concentrer et être fluide dans l'exécution. Le pinceau écrit l'état d'esprit du calligraphe à un moment donné (voir Hitsuzendō, la manière zen du pinceau). Grâce au zen, la calligraphie japonaise s'est imprégnée d'une esthétique japonaise particulière souvent symbolisée par l' ensō ou cercle de l'illumination.
La calligraphie zen est pratiquée par les moines bouddhistes et la plupart des pratiquants de shodō [réf. nécessaire]. Pour pratiquer la calligraphie zen avec maîtrise, il faut se vider l'esprit et laisser les lettres couler d'elles-mêmes, et non pas se concentrer et faire un effort important. Cet état d'esprit a été appelé le mushin par le philosophe japonais Nishida Kitaro. Il est basé sur les principes du bouddhisme zen, qui met l'accent sur une connexion au spirituel plutôt qu'au physique. Les performances de calligraphie avec de très gros pinceaux sont généralement réalisées dans cet état d'esprit.
Avant les cérémonies du thé japonaises (qui sont liées au bouddhisme zen), il faut regarder une œuvre de shodō pour se vider l'esprit. Ceci est considéré comme une étape essentielle dans la préparation d'une cérémonie du thé, et peut faire l'objet d'un échange entre l'hôte et l'invité. La calligraphie est changée selon les saisons, les fêtes, les invités et l'état d'esprit souhaité. Une des calligraphies les plus souvent affichée est Nichinichi kore kōnichi, comme dans le film Dans un jardin qu'on dirait éternel. La mise en place et le retrait de la calligraphie se font selon un rituel précis.